# Світова серія з тріатлону 2018
У 2018 році відбувся десятий сезон світової серії з тріатлону. Перше змагання стартувало 2 березня в Абу-Дабі, останнє — завершилося 16 вересня в Голд-Кості (Нова Зеландія). Всього було проведено девять турнірів, де відбулося вісім індивідуальних гонок і три естафети. У чоловіків третій рік поспіль перемогу здобув іспанець Маріо Мола. Чемпіонка 2017 року Флора Даффі зазнала травми і завершила сезон на 13 позиції. Цього року найсильнішою у жінок була Вікі Голланд (Велика Британія). Головною несподіванкою року став етап на Бермудських островаж, де норвежці посіли три перші місця у змаганнях чоловіків.

### Календар
У таблиці відображені дати і місця проведення етапів світової серії з тріатлону.
| Дата          | Місце знаходження  | Дистанція                  |
| ------------- | ------------------ | -------------------------- |
| 2–3 березня   | Абу-Дабі           | Спринт                     |
| 28–29 квітня  | Бермудські острови | Стандартна («олімпійська») |
| 12–13 травня  | Йокогама           | Стандартна («олімпійська») |
| 7 червня      | Ноттінгем          | Естафета                   |
| 9–10 червня   | Лідс               | Стандартна («олімпійська») |
| 14–15 липня   | Гамбург            | Спринт і естафета          |
| 27–29 липня   | Едмонтон           | Спринт і естафета          |
| 25–26 серпня  | Монреаль           | Стандартна («олімпійська») |
| 12–16 вересня | Голд-Кост          | Великий фінал              |

- Стандартна дистанція: плавання — 1,5 км, велоперегони — 40 км, біг — 10 км.
- Переможець етапу отримував 1000 очок, кожний наступний атлет — на 7,5 % очок менше. Бали отримували перші 40 учасників.
- У гранд-фіналі за перше місце — 1200 очок, кожному наступному — на 7,5 % менше. Бали отримували перші 50 учасників.
- Бали не отримували спортсмени, якщо їх відрив у часі від першого місця перевищував 5 % у чоловіків і 8 % у жінок.[1]

## Результати

### Жінки
| Місце            | Золото                 | Срібло                      | Бронза                      |
| ---------------- | ---------------------- | --------------------------- | --------------------------- |
| Абу-Дабі         | Рахаль Кламер (NED)    | Джессіка Лермонт (GBR)      | Наталі Ван Куворден (AUS)   |
| Бермуди          | Флора Даффі (BER)      | Вікі Голланд (GBR)          | Кеті Зеферес (USA)          |
| Йокогама         | Флора Даффі (BER)      | Кеті Зеферес (USA)          | Нон Стенфорд (GBR)          |
| Лідс             | Вікі Голланд (GBR)     | Джорджія Тейлор-Браун (GBR) | Кеті Зеферес (USA)          |
| Гамбург          | Кассандра Богран (FRA) | Лаура Ліндеманн (GER)       | Кеті Зеферес (USA)          |
| Едмонтон         | Вікі Голланд (GBR)     | Ешлі Джентлі (AUS)          | Джорджія Тейлор-Браун (GBR) |
| Монреаль         | Вікі Голланд (GBR)     | Кеті Зеферес (USA)          | Джорджія Тейлор-Браун (GBR) |
| Голд-Кост        | Ешлі Джентлі (AUS)     | Вікі Голланд (GBR)          | Кеті Зеферес (USA)          |
|                  |                        |                             |                             |
| Переможці сезону | Вікі Голланд (GBR)     | Кеті Зеферес (USA)          | Джорджія Тейлор-Браун (GBR) |

### Чоловіки
| Місце            | Золото               | Срібло                      | Бронза                |
| ---------------- | -------------------- | --------------------------- | --------------------- |
| Абу-Дабі         | Генрі Шуман (RSA)    | Маріо Мола (ESP)            | Венсан Луї (FRA)      |
| Бермуди          | Каспер Сторнес (NOR) | Крістіан Блумменфельт (NOR) | Густав Іден (NOR)     |
| Йокогама         | Маріо Мола (ESP)     | Якоб Бертвістл (AUS)        | Фернандо Аларса (ESP) |
| Лідс             | Річард Мюррей (RSA)  | Маріо Мола (ESP)            | Венсан Луї (FRA)      |
| Гамбірг          | Маріо Мола (ESP)     | Венсан Луї (FRA)            | Річард Мюррей (RSA)   |
| Едмонтон         | Маріо Мола (ESP)     | Крістіан Блумменфельт (NOR) | Якоб Бертвістл (AUS)  |
| Монреаль         | Маріо Мола (ESP)     | Крістіан Блумменфельт (NOR) | Якоб Бертвістл (AUS)  |
| Голд-Кост        | Венсан Луї (FRA)     | Маріо Мола (ESP)            | Річард Мюррей (RSA)   |
|                  |                      |                             |                       |
| Переможці сезону | Маріо Мола (ESP)     | Венсан Луї (FRA)            | Якоб Бертвістл (AUS)  |

## Загальний залік
У таблиці зазначені сумарні показники найсильніших спортсменів сезону. Також зазначені досягнення вихованців українського тріатлону, які виступають за Азербайджан:
| Місце | Тріатлоністка               | Набрані очки |
| ----- | --------------------------- | ------------ |
|       | Вікі Голланд (GBR)          | 5540         |
|       | Кеті Зеферес (USA)          | 5488         |
|       | Джорджія Тейлор-Браун (GBR) | 4183         |
| 4     | Кірстен Каспер (USA)        | 3887         |
| 5     | Джессіка Лермонт (GBR)      | 3810         |
| 6     | Ешлі Джентлі (AUS)          | 3750         |
| 7     | Джоді Стімпсон (GBR)        | 3658         |
| 8     | Тейлор Спайві (USA)         | 3603         |
| 9     | Лаура Ліндеманн (GER)       | 3423         |
| 10    | Рахель Кламер (NED)         | 3306         |
| 11    | Наталі Ван Куворден (AUS)   | 2690         |
| 12    | Юко Такахаші (JPN)          | 2543         |
| 13    | Флора Даффі (BER)           | 2496         |
| 14    | Юка Сато (JPN)              | 2456         |
| 15    | Нон Стенфорд (GBR)          | 2374         |
| 16    | Леоні Пероль (FRA)          | 2330         |
| 17    | Лотте Міллер (NOR)          | 2277         |
| 18    | Джоанна Браун (CAN)         | 2162         |
| 19    | Клер Мішель (BEL)           | 2028         |
| 20    | Андреа Г'юїтт (NZL)         | 1992         |
|       |                             |              |
| 78    | Ксенія Левковська (AZE)     | 37           |

| Місце | Тріатлоніст                 | Набрані очки |
| ----- | --------------------------- | ------------ |
|       | Маріо Мола (ESP)            | 6081         |
|       | Венсан Луї (FRA)            | 5060         |
|       | Якоб Бертвістл (AUS)        | 4884         |
| 4     | Річард Мюррей (RSA)         | 4792         |
| 5     | Крістіан Блумменфельт (NOR) | 3936         |
| 6     | Фернандо Аларса (ESP)       | 3520         |
| 7     | Генрі Шуман (RSA)           | 3438         |
| 8     | П'єр Ле Корре (FRA)         | 3215         |
| 9     | Тайлер Миславчук (CAN)      | 3194         |
| 10    | Мартен Ван Ріль (BEL)       | 2960         |
| 11    | Джонатан Браунлі (GBR)      | 2873         |
| 12    | Сем Ворд (NZL)              | 2536         |
| 13    | Доріан Конінкс (FRA)        | 2422         |
| 14    | Андреас Шиллінг (DEN)       | 2378         |
| 15    | Жуан Сілва (POR)            | 2204         |
| 16    | Каспер Сторнес (NOR)        | 2108         |
| 17    | Аарон Ройл (AUS)            | 1991         |
| 18    | Алоїз Кнабль (AUT)          | 1889         |
| 19    | Томас Бішоп (GBR)           | 1884         |
| 20    | Лео Берже (FRA)             | 1860         |
|       |                             |              |
| 29    | Ростислав Пєвцов (AZE)      | 1272         |

## Естафета
| Event     | Золото                                                               | Срібло                                                               | Бронза                                                                 |
| --------- | -------------------------------------------------------------------- | -------------------------------------------------------------------- | ---------------------------------------------------------------------- |
| Ноттінгем | США Кірстен Каспер Елі Геммінг Кеті Зеферес Меттью Макілрой          | Велика Британія Нон Стенфорд Том Бішоп Вікі Голланд Джонні Браунлі   | Франція Кассандра Богран П'єр Ле Корре Матільда Готьє Лео Берже        |
| Гамбург   | Франція Леоні Перо Доріан Конінкс Кассандра Богран Венсан Луї        | Австралія Наталі Ван Куворден Аарон Ройл Ешлі Джентлі Якоб Бертвістл | США Кірстен Каспер Бен Кануте Кеті Зеферес Кевін Макдавелл             |
| Едмонтон  | Австралія Наталі Ван Куворден Аарон Ройл Ешлі Джентлі Якоб Бертвістл | США Тейлор Спайві Сет Райдер Кірстен Каспер Меттью Макілрой          | Нова Зеландія Андреа Г'юїтт Тейлор Рід Ніколь Ван Дер Кай Гайден Вайлд |